# 알브레히트 알트도르퍼
알브레히트 알트도르퍼(Albrecht Altdorfer, 1480년경 - 1538년)는 독일의 화가, 판화가, 건축가이다. 루카스 크라나흐, 볼프 후버 등과 함께 이른바 도나우파(派)의 대표화가로 인식된다.

## 주요 작품

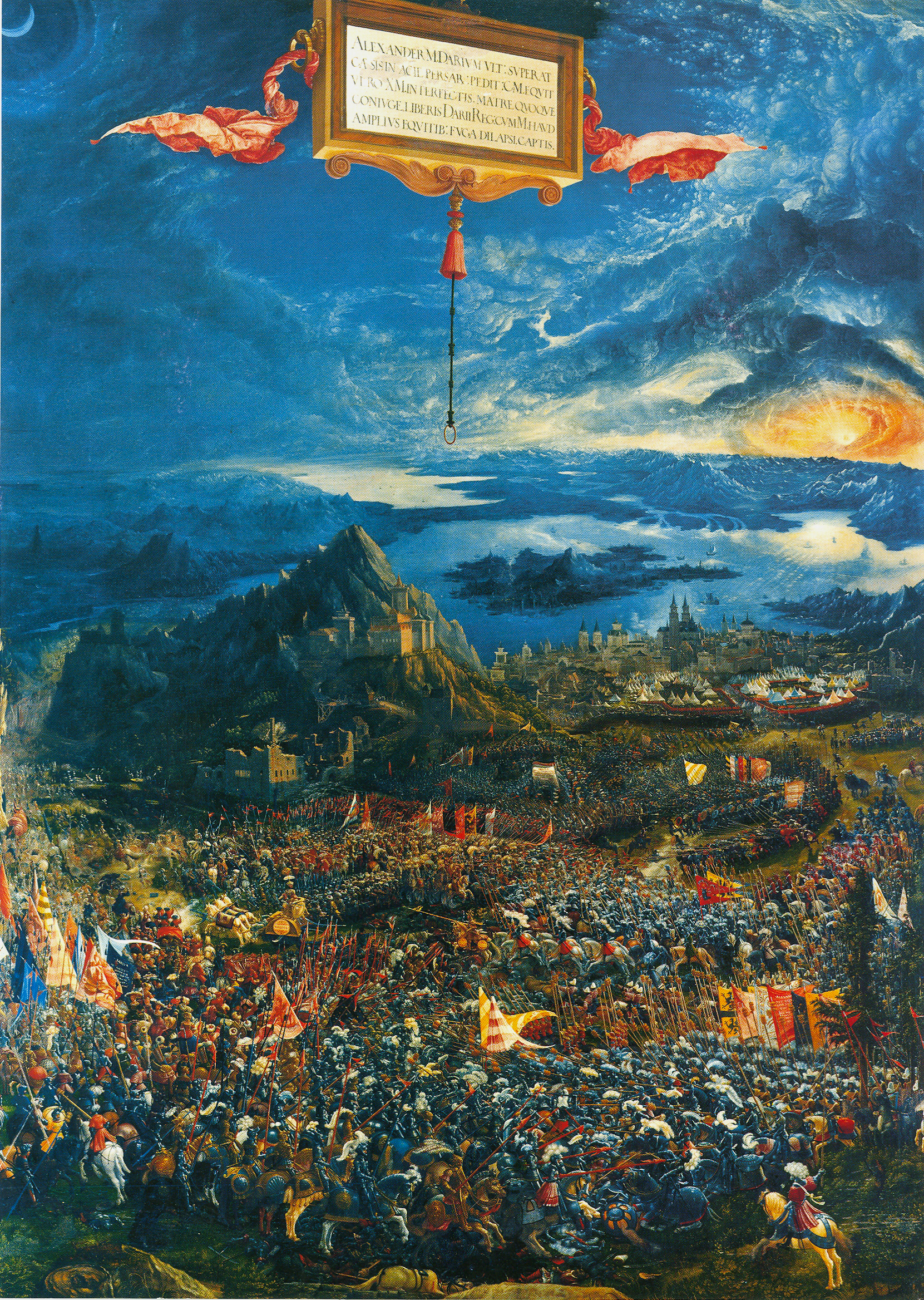
The Battle of Alexander at Issus
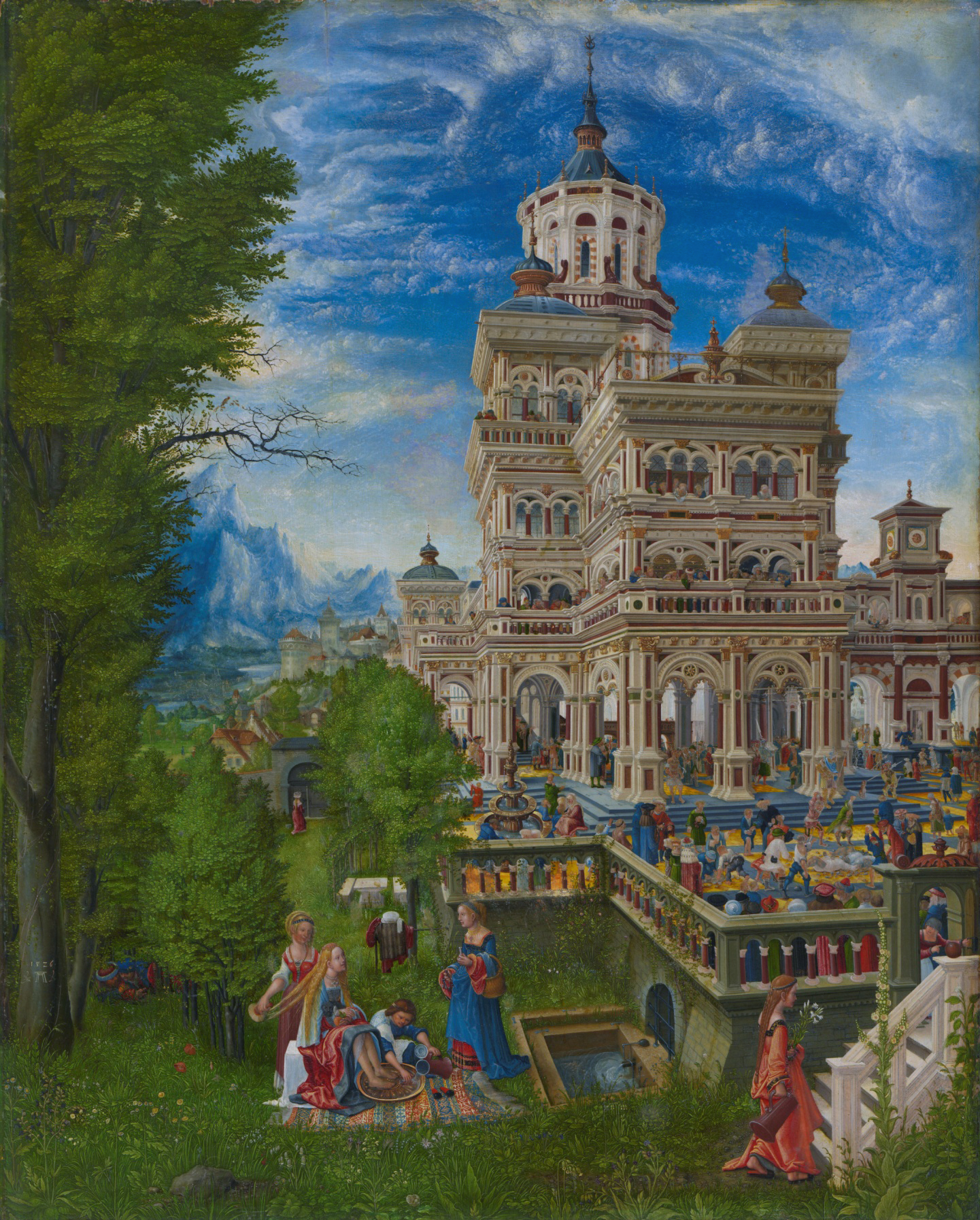
Susanna and the Elders
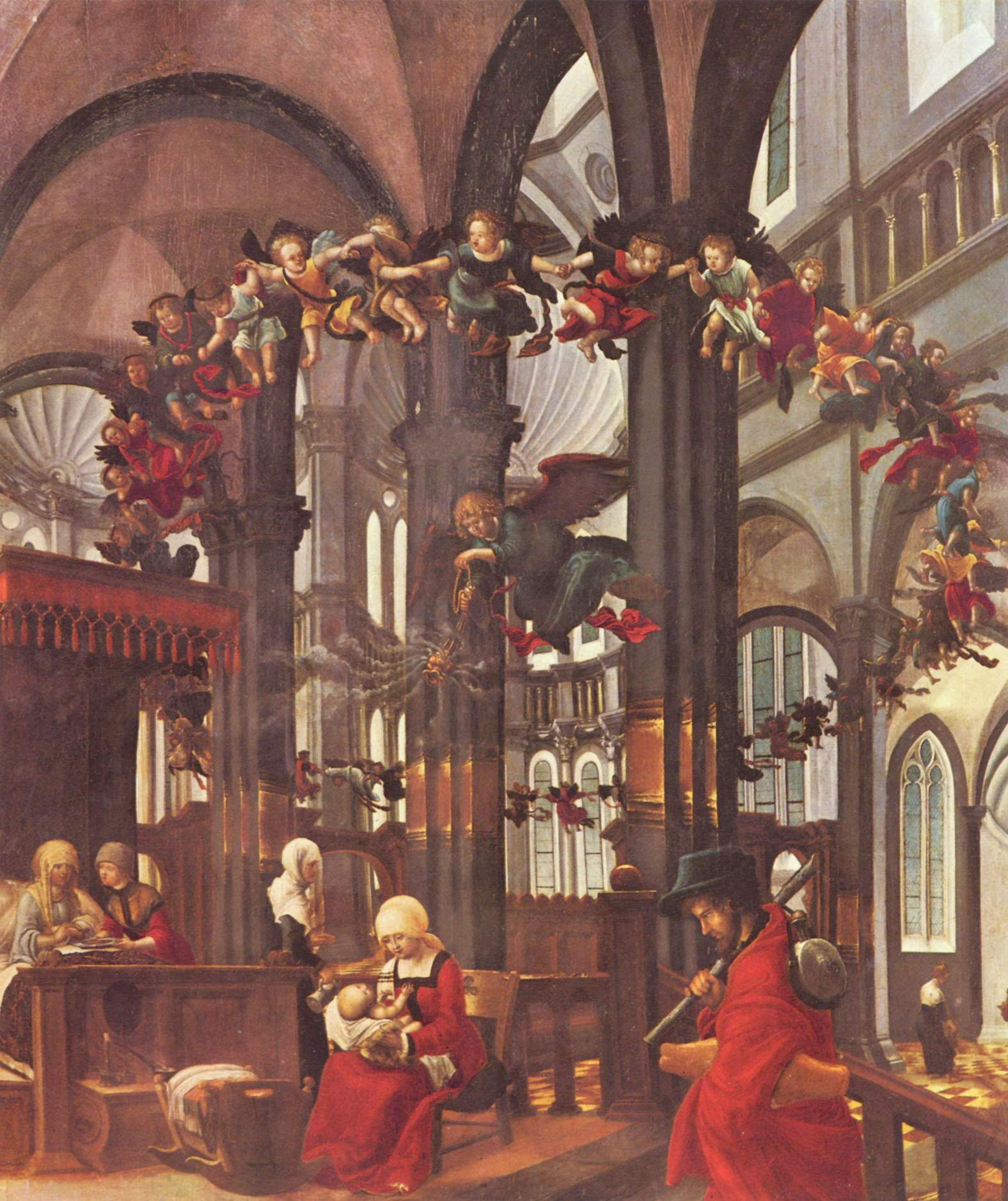
Nativity of the Virgin